# Пресненский Вал
Улица Пре́сненский Вал— улица в Пресненском районе Центрального административного округа города Москвы, часть бывшего Камер-Коллежского вала. Проходит от площади Краснопресненская Застава до Малой Грузинской улицы.

## Название
До 1922 года — улица Пресненский Камер-Коллежский Вал. Улица возникла на участке Камер-Коллежского вала, примыкавшем к бывшей Пресненской заставе (ныне площадь Краснопресненская Застава) и району, где протекает река Пресня.

## Примечательные здания и сооружения
Нумерация домов по улице идет от площади Краснопресненская Застава

По нечетной стороне:
- № 1/2 — Централизованная Бухгалтерия № 1 Центрального Окружного Управления Образования Департамента образования г. Москвы.
- № 3 — салон красоты «Персона-Lab», отделение Альфа-банка, аптеки «36,6», магазин одежды oodji, отделение № 1569/031 Сбербанка РФ.
- № 5 —  детский сад № 585.
- № 9 — автобаза Минобороны.
- № 15 стр. 1 — коммерческо-банковский колледж № 6.
- № 17 — Российский гуманитарный научный фонд.
- № 19 — Академия инженерных наук им. А. М. Прохорова.
- № 23 — колледж сервиса и туризма № 29.
- № 25 — Концертный образцовый оркестр ОАО «РЖД».
- № 27 — НПО «Кросна».
- № 29 — ДК «Кросна», театр-студия «Ералаш», театр "Школа современной пьесы".

По чётной стороне:
- № 4/29 — магазин парфюмерии и косметики Иль Де Ботэ, Московский кредитный банк, пивная «Пилзнер».
- № 6 стр. 1 — ресторан и ночной клуб «16 тонн».
- № 8 корп. 2 — Барбершоп «Borodach»
- № 14/4 - Барбершоп TopGun
- № 24 — жилой дом. Здесь жил танцор Махмуд Эсамбаев[2].
- № 28 — жилой дом. Здесь в 1966—1987 годах жил актёр Леонид Харитонов[3].

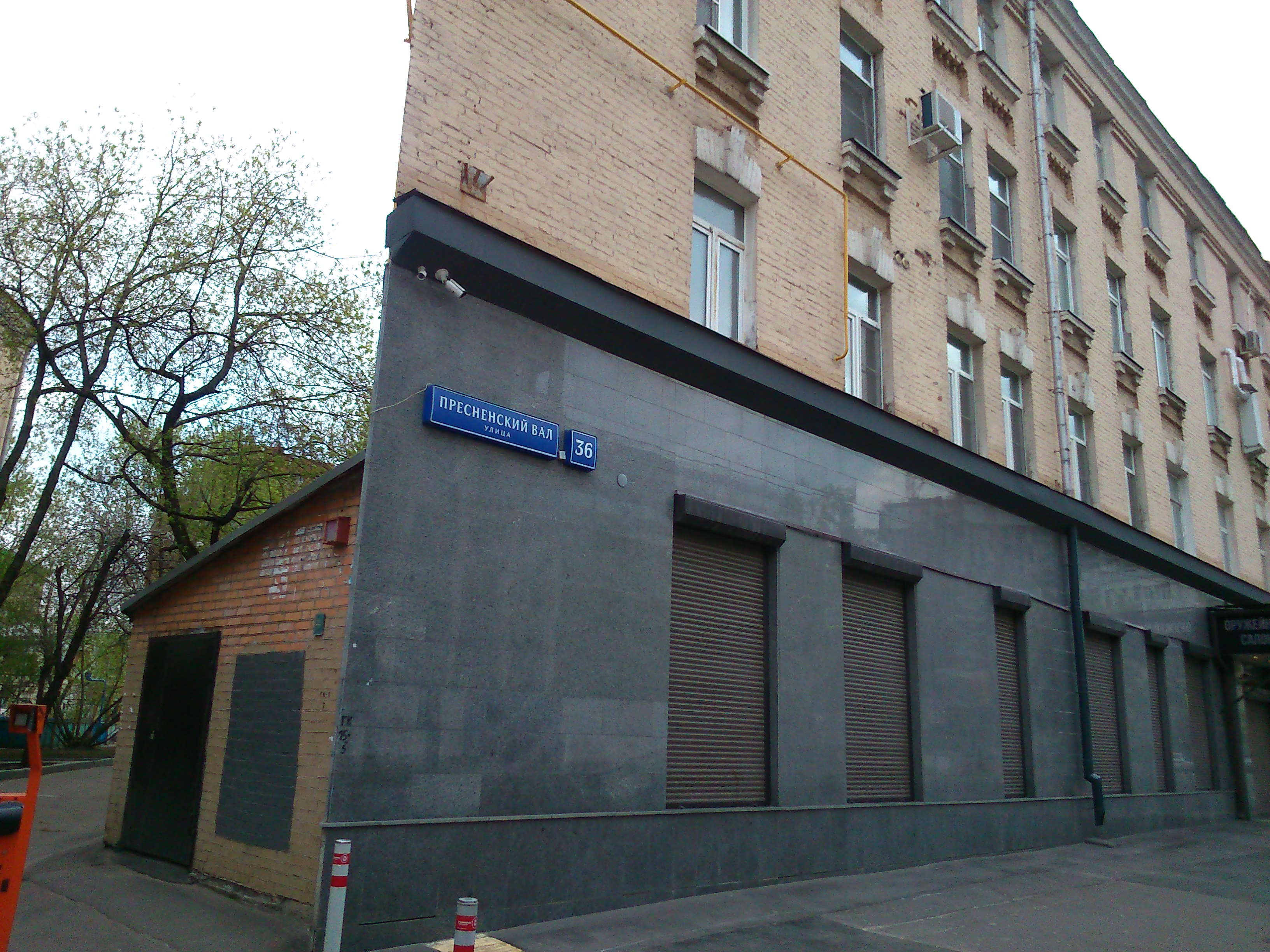
«Плоский дом». Пресненский Вал, 36

- № 36 — «плоский дом» — жилой дом, который в определённом ракурсе кажется состоящим из одного фасада[4][5].
- № 40 — жилой дом. Здесь жил кларнетист Владимир Соколов[6].
- № 44 — пристройка с торговыми помещениями к жилому дому. На этом размещался жилой дом семьи Старостиных (адрес дома: Пресненский Вал, 46), построенный на ссуду Московского общества охоты двум егерям (отец братьев Старостиных Пётр и его брат Дмитрий).

## Транспорт
- На всем протяжении улицы движение наземного транспорта двустороннее.
- Ближайшие станции метро:  Улица 1905 года,  Белорусская.
- Автобусные маршруты № м32, т18, т54.